# Chamaesphecia ramburi
Chamaesphecia ramburi is een vlinder uit de familie wespvlinders (Sesiidae), onderfamilie Sesiinae.
De wetenschappelijke naam van de soort is voor het eerst geldig gepubliceerd door Staudinger in 1866. De soort komt voor in het Palearctisch gebied.